# Mario Ponce
Mario Antonio Ponce López (Zacatecoluca, La Paz, 8 de febrero de 1963) es un contador público y político salvadoreño. Fungió como Diputado Propietario de la Asamblea Legislativa por el Departamento de Cuscatlán desde el 1 de mayo de 2002 y como Presidente del mismo Órgano desde el 1 de noviembre de 2019 hasta el 30 de abril de 2021.

## Diputado de la Asamblea Legislativa (2002-2021)
Fue Diputado Suplente de la Asamblea Legislativa por el Departamento de La Paz en el período de 1997 a 2002 y como Diputado Propietario por el Departamento de Cuscatlán desde el 1 de mayo de 2002 hasta 2021 también fue presidentes de la Asamblea legislativa del salvador 1 de noviembre de 2019-30 de abril de 2021
Es miembro del Partido de Concertacion Nacional de El Salvador.